# Catacresis
La catacresis (del griego κατάχρησις, 'aprovechamiento') o abusión es una figura retórica que consiste en utilizar metafóricamente una palabra para designar una realidad que carece de un término específico.
Así, hablamos por ejemplo de boca de riego o de agujero negro, a sabiendas de que no se trata propiamente de una boca ni de un agujero, pero sin que tengamos como alternativa otro término no metafórico para designar a esas realidades.
Catacresis también puede referirse al vicio sintáctico del lenguaje en el cual se emplea una palabra por otra, que también existe pero con diferentes significados. Su existencia puede implicar problemas de acentuación diacrítica.